# Sireuil
Sireuil ist ein westfranzösischer Ort und eine Gemeinde mit 1.166 Einwohnern (Stand 1. Januar 2022) im Département Charente in der Region Nouvelle-Aquitaine.

## Lage und Klima
Der Ort Sireuil liegt auf dem Nordufer der Charente etwa 21 km (Fahrtstrecke) südwestlich von Angoulême in der Kulturlandschaft des Angoumois in der südlichen Charente in einer Höhe von etwa 25 m. Das Klima ist gemäßigt; Regen (ca. 855 mm/Jahr) fällt übers Jahr verteilt.

## Bevölkerungsentwicklung
| Jahr      | 1800 | 1851 | 1901 | 1954 | 1999 | 2018 |
| Einwohner | 764  | 813  | 771  | 947  | 1127 | 1158 |

Trotz der Reblauskrise im Weinbau, der zunehmenden Mechanisierung der Landwirtschaft und der Aufgabe bäuerlicher Kleinbetriebe, die  zeitweise zu einem Mangel an Arbeitsplätzen geführt haben, ist die Einwohnerzahl der Gemeinde seit den 1920er Jahren spürbar angestiegen.

## Wirtschaft
Die Einwohner der Gemeinde lebten jahrhundertelang als Selbstversorger von der Landwirtschaft; aber auch etliche Mühlenbetriebe – u. a. auch zur Herstellung von Papier und Leder – siedelten sich in der wasserreichen Region an. In der Umgebung gab es überdies mehrere Kalksteinbrüche, deren Produkte mittels Lastkähnen über die Charente exportiert wurden; in den Felshöhlen siedelten sich in den 1930er Jahren mehrere Champignon-Zuchtbetriebe an. Bereits im 19. Jahrhundert gab es eine Drahtzieherei und eine Schmiede, aus der ein Betrieb zur Herstellung von Eisen hervorging; hier entwickelte Pierre-Émile Martin zusammen mit dem deutschen Ingenieur Carl Wilhelm Siemens ein vereinfachtes Verfahren zur Stahlerzeugung (Siemens-Martin-Verfahren). Nach dem Ende der Stahlproduktion siedelte sich eine Großgerberei an, die ihren Betrieb jedoch im Jahr 1981 einstellte; in den Gebäuden befindet sich heute ein kleines Wasserkraftwerk. Die Böden der Gemeinde liegen in den Fins Bois des Weinbaugebiets Cognac, doch sind die Absätze bei teuren Weinbränden in den letzten Jahrzehnten insgesamt eher rückläufig, so dass der Weinbau im näheren Umland von Angoulême heutzutage keine bedeutende Rolle mehr spielt.

## Geschichte
In der Nähe von Sireuil stand ein Gallo-römischer Umgangstempel (fanum). Gregor von Tours erwähnt ein vom hl. Martin von Tours geweihtes Oratorium Siroialensis, in welchem viele Wunder geschahen. Im 12. Jahrhundert kam der Ort in den Besitz der Abtei La Couronne, die hier ein Priorat errichtete.

## Sehenswürdigkeiten
- Die aus dem 12. Jahrhundert stammende, später jedoch wiederholt überarbeitete Pfarrkirche Saint-Orient ist dem hl. Orientius von Auch geweiht; sie war eine Prioratskirche der Abtei von La Couronne. Besonders hervorzuheben sind die flachgeschossene Apsis mit ihren triumphbogenartig angeordneten Fenstern, die durch vorgelegte Halbsäulen mit aufruhendem Konsolenfries voneinander getrennt sind, und das romanische Archivoltenportal mit reichem geometrischen Schmuck. Der Kirchenbau ist seit dem Jahr 1925 als Monument historique[2] anerkannt.

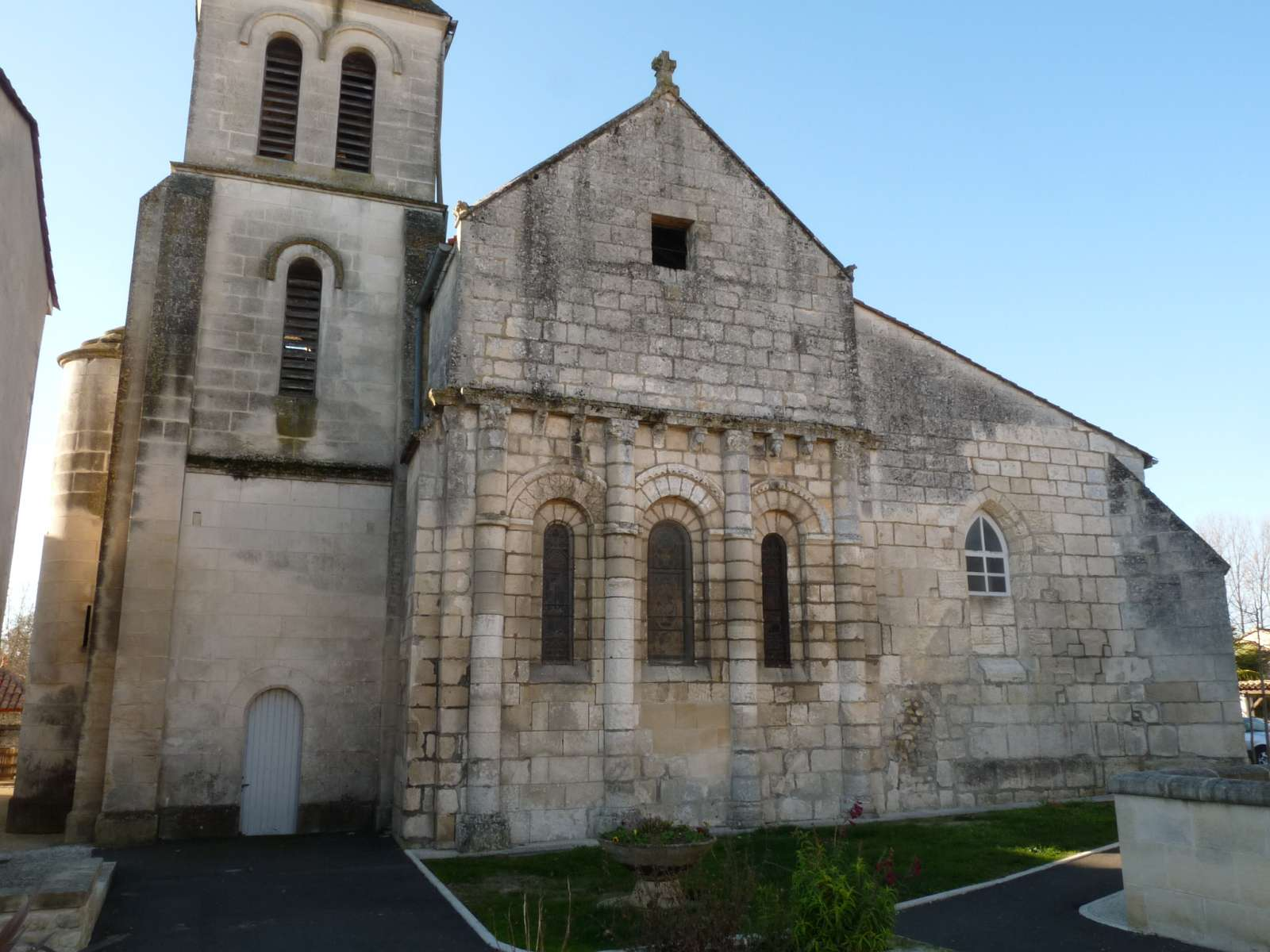
Apsis
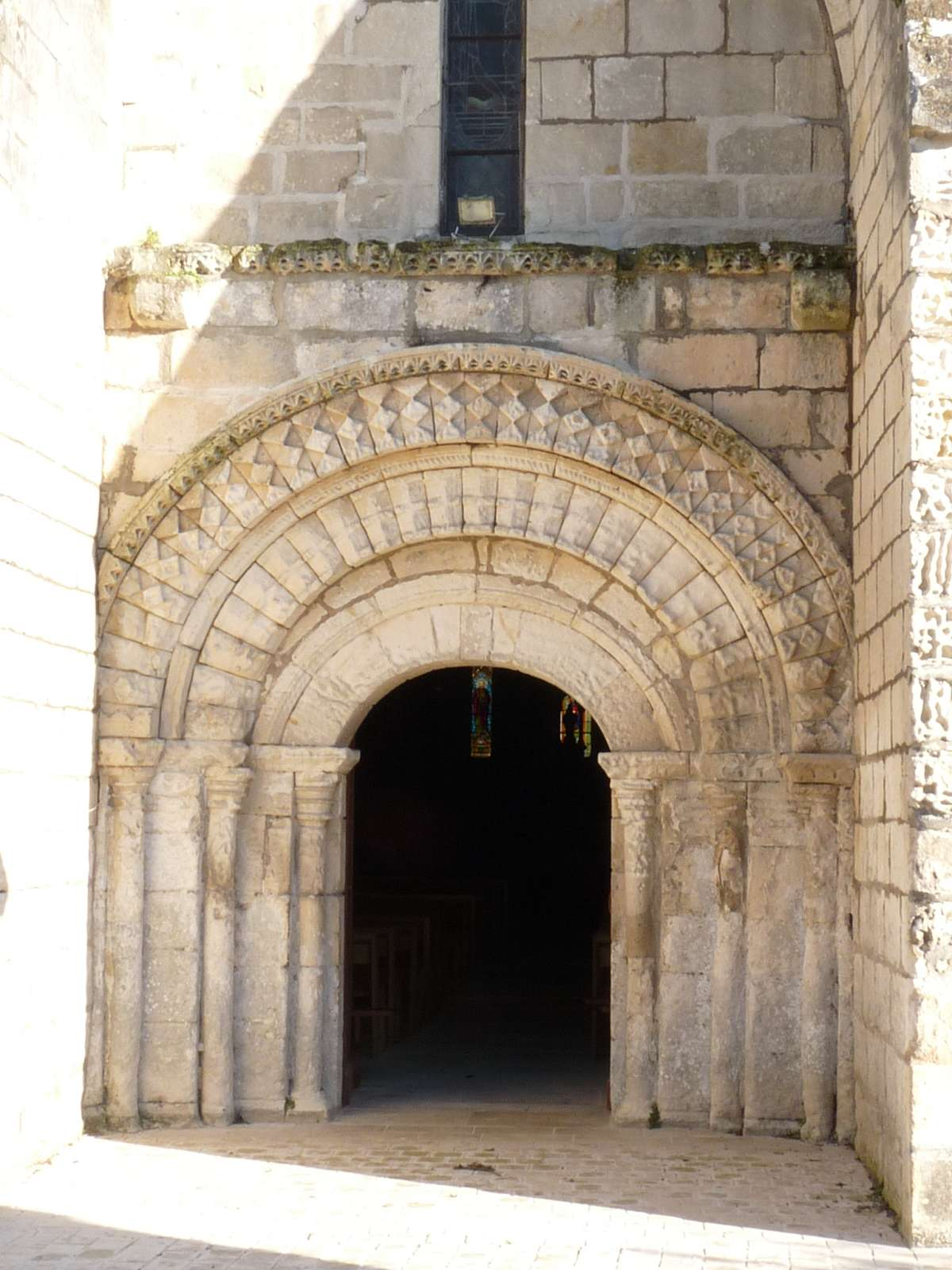
Archivoltenportal
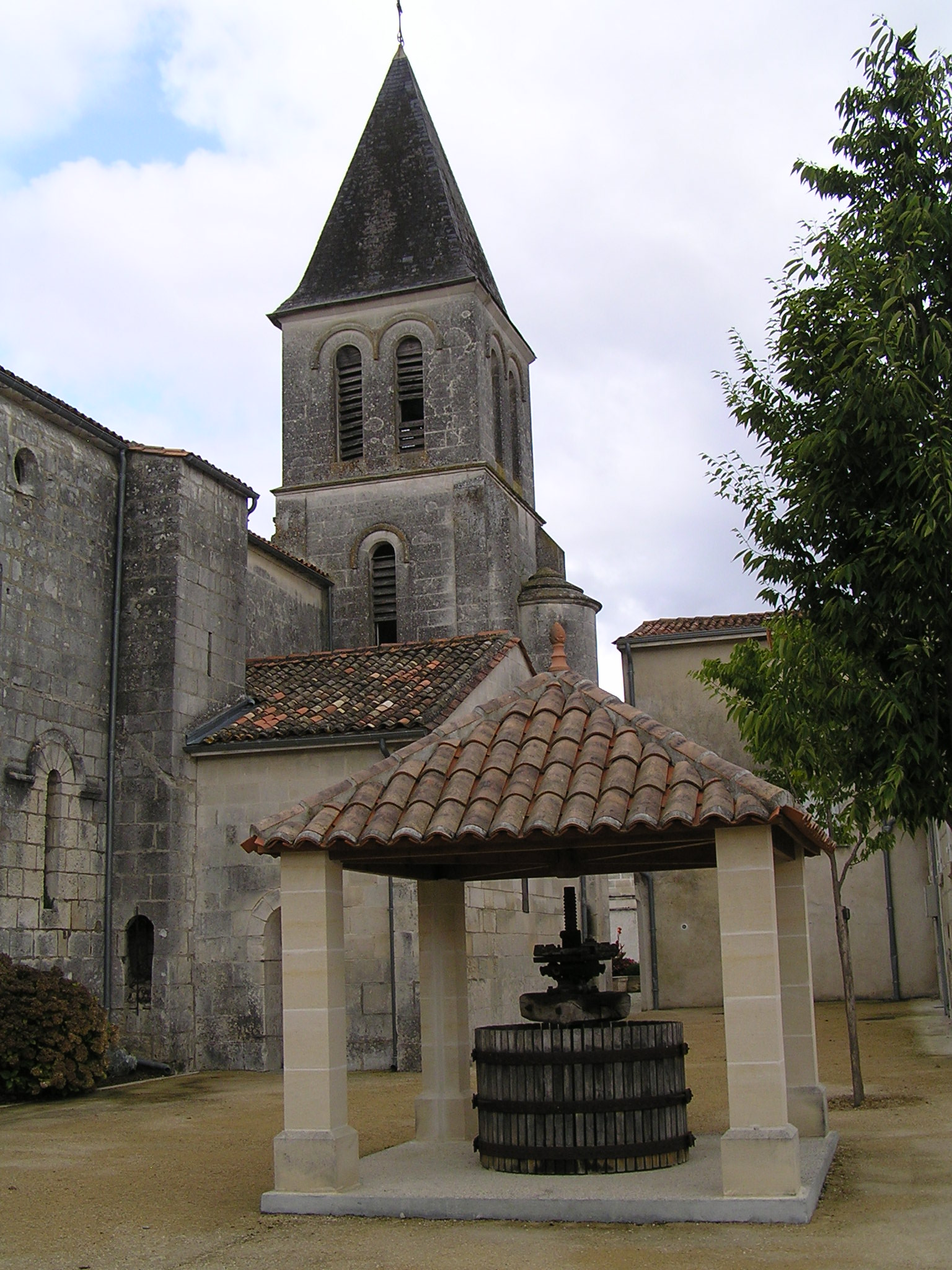
Turm der Kirche und Weinkelter
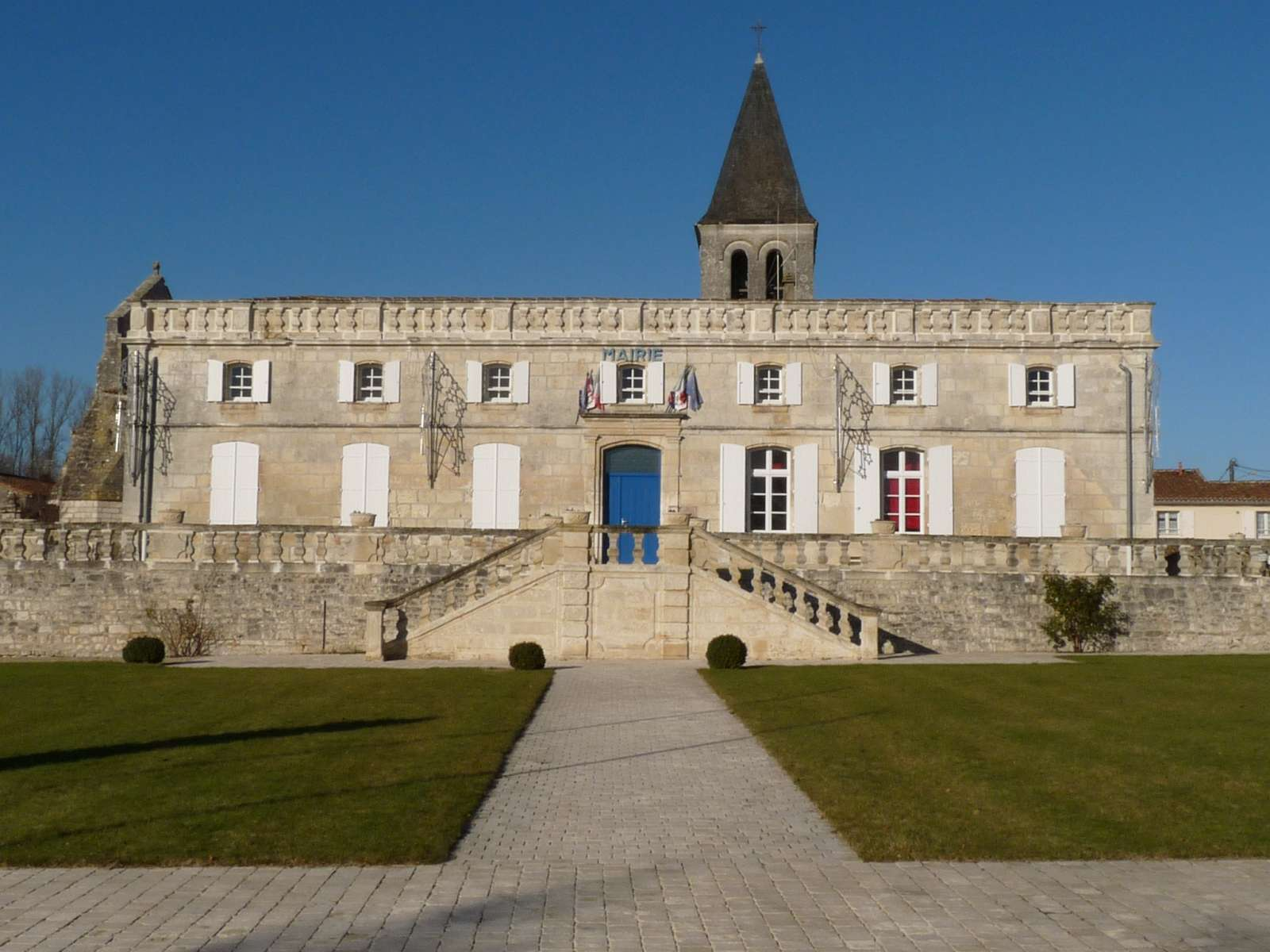
Rathaus (mairie)

- Das Rathaus (mairie) ist in einem anderthalbgeschossigen ehemaligen Adelspalais des 18. Jahrhunderts mit umlaufender Traufbrüstung untergebracht. Das Bauwerk wurde im Jahr 1964 als Monument historique[3] anerkannt.